# Rijksmonument

Emblema introduzido em 2014 para os monumentos nacionais holandeses.

Rijksmonument é um site de patrimônio nacional dos Países Baixos, listado pela agência Rijksdienst voor het Cultureel Erfgoed (RCE) agindo para o Ministério holandês da Educação, Cultura e Ciência. A Holanda tem aproximadamente 62 mil monumentos nacionais. Podem ser prédios ou outros objetos designados pelo governo holandês como um monumento protegido para o patrimônio cultural nacional. O Museu de figuras de cera, Madame Tussauds de Amsterdã é um tipo de prédio Rijksmonument.

## Monumentos na Holanda
Um monumento provincial (monumento provisório) é um monumento designado por uma província. Na Holanda, existem apenas duas províncias que atribuem monumentos, Holanda do Norte e Drente.
A designação permite que as províncias protejam os monumentos e constituam uma base para a regulamentação do subsídio para restaurar os monumentos.Um monumento municipal (monumento gemeentelijk) é um monumento designado por um município.
Um monumento municipal não é de importância nacional, mas é importante para a região ou cidade / vila. Um monumento arqueológico. Vistas protegidas da cidade ou da paisagem.

## Arranjos financeiros e fiscais
Para monumentos nacionais, que não sejam igrejas, castelos e moinhos, os proprietário podem solicitar um subsídios de conservação no Patrimônio Nacional do Patrimônio Cultural. Este subsídios seria para manter os monumentos em boas condições. Graças ao subsídios, a manutenção regular é possível e, assim no futuro, ser evitado a necessidade de restaurações caras e profundas. Províncias também possuem orçamento disponível para manutenção. E para a compra de um monumento nacional, nenhum subsidio esta disponível no momento no governo.

### Hipoteca de restauração para habitação
Os proprietários da podem solicitar uma hipoteca do Fundo de Restauração no fundo Nacional de Restauração a baixas taxas de juros. 

### Dedução fiscal
Se o contribuinte possuir um monumento nacional, ele poderá deduzir o custo do serviço de sua propriedade no imposto de renda.

## Curiosidade
Escudo Azul e Branco:
Muitas pessoas pensam que para reconhecer um monumento nacional é um escudo azul e branco. Este escudo é destinado a ser uma característica de edifícios que devem ser protegidos em tempos de guerra. Um exemplo seria um edifício moderno com um arquivo importante precisa ter um escudo.